# Aysha robusta
Aysha robusta är en spindelart som först beskrevs av Eugen von Keyserling 1891.  Aysha robusta ingår i släktet Aysha och familjen spökspindlar. Inga underarter finns listade.